# ГЕС Акарай
ГЕС Акарай (ісп. Central hidroeléctrica Acaray)— гідроелектростанція на південному сході Парагваю на річці Акарай (права притока Парани). Станом на середину 2010-х років єдина ГЕС країни, що належить лише Парагваю (гігантські станції Ітайпу та Ясірета частково належать Бразилії та Аргентині відповідно).
За 8,5 км від свого устя Акарай зближається з Параною на кілька сот метрів, при цьому між річками існує перепад у 56 метрів. Це вирішили використати для створення гідроенергетичної схеми, при цьому для додаткового збільшення напору Акарай перекрили комбінованою греблею, що складається із двох частин – бетонної (висота 41 метр, довжина 381 метр, обсяг витраченого матеріалу 190 тис м3) та земляної (висота 32 метри, довжина 387 метрів, потребувала 350 тис м3 ґрунту). Разом вони утримують водосховище з площею поверхні 60 км2 та корисним об’ємом 190 млн м3.
Втім, основне накопичення ресурсу здійснює розташована вище по течії гребля Yguazu. Ця споруда висотою 30 метрів та довжиною 230 метрів утримує водойму з площею поверхні 518 км2 та об’ємом 7,1 млрд м3 (корисний об’єм 6,6 млрд м3). Можливо також відзначити, що в середині 2010-х років оглосили про пошук інвесторів для доповнення греблі Yguazu власною гідроелектростанцією потужністю понад 200 МВт.  
Від сховища Акарай починаються два дериваційні тунелі довжиною 550 та 374 метри з однаковим діаметром по 6 метрів. Після балансувальних камер баштового типу з висотою 39 метрів та діаметром 15 метрів вони переходять у напірні водоводи довжиною 110 та 278 метрів зі спадаючим діаметром від 5,4 до 3,6 метра.
Два машинні зали обладнали чотирма турбінами типу Френсіс – двома по 45 МВт (у 1968 та 1969 роках) та двома по 55 МВт (у 1977-му), які використовують утворену між водосховищем Акарай та Параною різницю в 91 метр.
Видача продукції відбувається по ЛЕП, розрахованій на роботу під напругою 220 кВ.